# Steffen Radochla
Steffen Radochla, nascido a 19 de outubro de 1978 em Leipzig, é um ciclista alemão que é profissional desde 2001.

## Biografia
Ganhador de uma etapa na Estrela de Besseges em 2001 no seu primeiro ano como profissional, e inclusive de duas carreiras profissionais como amador em 2000 (1 etapa do Sachsen Tour e o Rund um Berlin), foi considerado como uma das promessas do ciclismo alemão. No entanto só conseguiu algumas boas vitórias na sua carreira. Em 2007, a sua melhor temporada, ganhou a "semiclássica" holandesa Veenendaal-Veenendaal.
Em 2010 alinhou pela formação alemã Team Nutrixxion Sparkasse onde ficou quarto da Volta à Holanda Setentrional. Em junho do ano de 2008 ganhou ao sprint a quarta etapa da Volta ao Alentejo. Para finalizar esta temporada, conseguiu o segundo posto no Campeonato da Alemanha em Estrada, cinquenta segundos por trás de Christian Knees.
Após cinco anos passando por pequenas equipas Continentais (última categoria profissional), alinhou pela equipa Euskaltel Euskadi para a temporada de 2013.

## Palmarés
2001
- 1 etapa da Estrela de Besseges

2002
- Memorial Rik Van Steenbergen
- 1 etapa da Volta à Saxónia
- 1 etapa do Drei-Länder-Tour

2003
- 1 etapa da Volta à Áustria

2006
- 2 etapas do Giro del Capo
- 1 etapa do Tour de Poitou-Charentes

2007
- 1 etapa da Volta a Renania-Palatinado
- Veenendaal-Veenendaal

2008
- 1 etapa de Szlakiem Grodów Piastowskich
- Neuseen Classics

2010
- 1 etapa da Volta ao Alentejo
- 2.º no Campeonato da Alemanha em Estrada

2011
- 1 etapa da Carreira da Solidariedade e dos Campeões Olímpicos

## Equipas
- Festina-Lotus (2001)
- Coast/Bianchi (2002-2003)
  - Team Coast (2002-2003) (até maio)
  - Team Bianchi (2003)
- Illes Balears-Banesto (2004)
- Team Wiesenhof (2005-2007)
  - Team Wiesenhof (2005)
  - Team Wiesenhof Akud (2006)
  - Team Wiesenhof-Felt (2007)
- ELK Haus (2008-2009)
  - ELK Haus-Simplon (2008)
  - ELK Haus (2009)
- Nutrixxion-Sparkasse (2010-2011)
- Team NSP-Ghost (2012)
- Euskaltel Euskadi (2013)